# Étoile de la mer
Pour les articles homonymes, voir Stella Maris.
Étoile de la mer, en latin Stella Maris, est un vocable sous lequel est invoquée la Vierge Marie par les chrétiens. Ce titre est utilisé depuis au moins le début de la période médiévale. Provenant à l'origine d'une erreur typographique dans une supposée étymologie du nom de Marie, il est apparu comme allégorique du rôle de Marie comme « étoile directrice » sur le chemin du Christ. Sous ce nom, la Vierge Marie intercéderait notamment en tant que guide et protectrice des marins. L'apostolat de la mer et de nombreuses églises côtières sont nommées Stella Maris ou « Étoile de la mer ».

## Étymologie et histoire

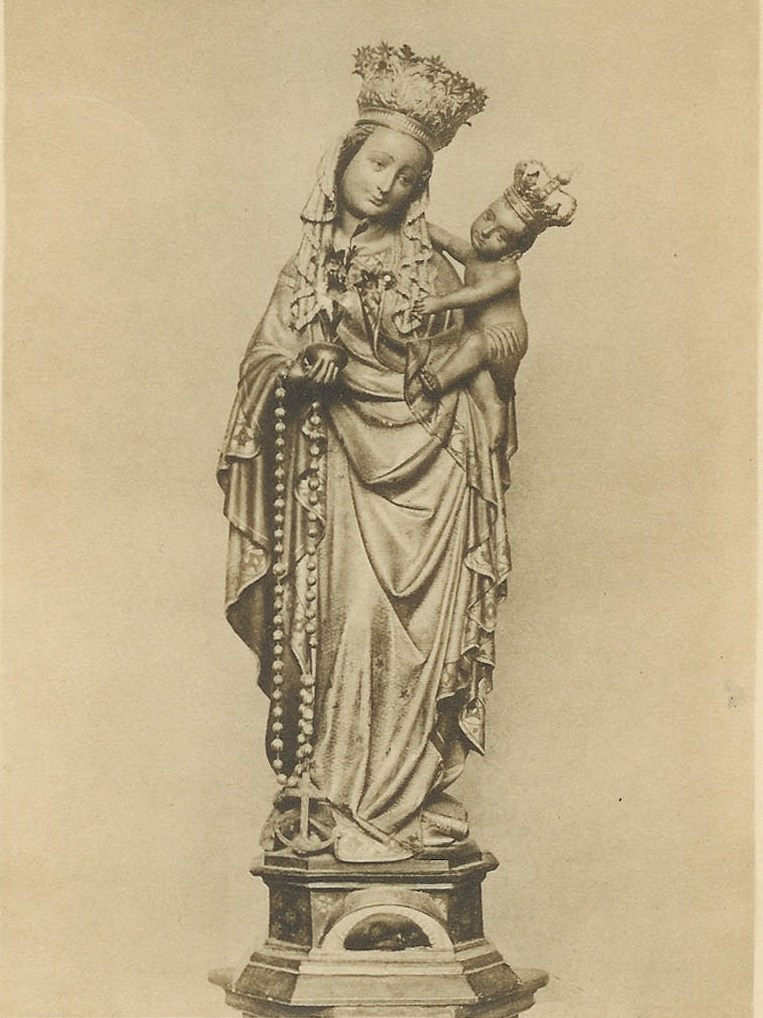
La statue miraculeuse de Notre-Dame, étoile de la mer dans la basilique Notre-Dame (Maastricht), le plus important sanctuaire marial des Pays-Bas.

Le nom « stella maris » est d'abord appliqué à la Vierge Marie dans la traduction latine faite par saint Jérôme d'un onomasticon attribué à Philon d'Alexandrie,.
Il pourrait s'agir d'un terme impropre basé sur une  erreur de transcription (en). Le nom hébreu est écrit en grec Μαριάμ (Mariam). Le livre de Jérôme offre comme une interprétation de ce nom « goutte de la mer », basé sur מר mar, un mot biblique rare pour « goutte » et ים yam « mer ». Saint Jérôme a adopté cette interprétation et a traduit le nom en latin par stilla maris, « goutte de la mer », mais à un stade ultérieur un copiste l'a transcrite en stella maris, « étoile de la mer », et cette erreur de transcription s'est généralisée. Un manuscrit du IXe siècle contient le nom latin stilla maris.
Peter Schegg déclare que Jérôme lui-même a interprété le nom comme signifiant « étoile de la mer » ou Stella Maris, en le reliant à un mot hébreu pour étoile, מאור (ma'or).
L'étymologisation du nom de Marie en tant qu'« étoile de la mer » était répandue au début de la période médiévale. Il est référencé dans l'ouvrage Etymologiae d'Isidore de Séville (VIIe siècle). L'hymne de plain-chant « Ave Maris Stella » (« Je vous salue, étoile de la mer »), qui compte huit mélodies, date du VIIIe siècle environ. Paschase Radbert au IXe siècle a une explication allégorique du nom, écrivant que Marie est « l'étoile de la mer » à suivre sur le chemin du Christ, « de peur de chavirer au milieu des vagues de la mer lancées par les tempêtes ». À l'époque médiévale, la stella maris est devenue un nom de l'étoile Alpha Ursae Minoris dans son rôle d'étoile polaire (étoile directrice, étoile du nord); il peut avoir été utilisé tel quel depuis l'Antiquité tardive, car il est appelé ἀειφανής « toujours visible » par Jean Stobée au Ve siècle, même s'il était encore éloigné d'environ huit degrés du pôle céleste à cette époque.
Au XIIe siècle, saint Bernard de Clairvaux écrivait: « Si le vent de la tentation se lève; si vous êtes poussé sur les rochers de la tribulation, regardez vers l'étoile, invoquez Marie. Si vous êtes jeté sur les vagues d'orgueil, d'ambition, d'envie, de rivalité, regardez l'étoile, invoquez Marie. Si la colère, l'avarice ou le désir charnel assaillent violemment le fragile vaisseau de votre âme, regardez l'étoile, invoquez Marie »
Antoine de Padoue a également écrit sur Marie comme étant « l'étoile de la mer ».
Le pape Pie XII dans son encyclique Doctor Mellifluus (en) a également cité Bernard de Clairvaux en disant: « Marie ... est interprétée comme signifiant Étoile de la mer. Cela convient admirablement à la Vierge Mère ... (car) car le rayon ne diminue pas l'éclat de l'étoile, de même l'Enfant né d'elle ne ternit pas la beauté de la virginité de Marie ».
« Stella maris » était aussi parfois utilisée en référence au Christ. Robert Bellarmin (qui écrit vers 1600) a déconseillé cette utilisation du titre, préférant l'allégorie du Christ comme l'étoile du matin comme « l'étoile la plus brillante de toutes », classant l'étoile polaire la moins brillante comme « dérisoire » (exigua).

## Dévotion à Marie

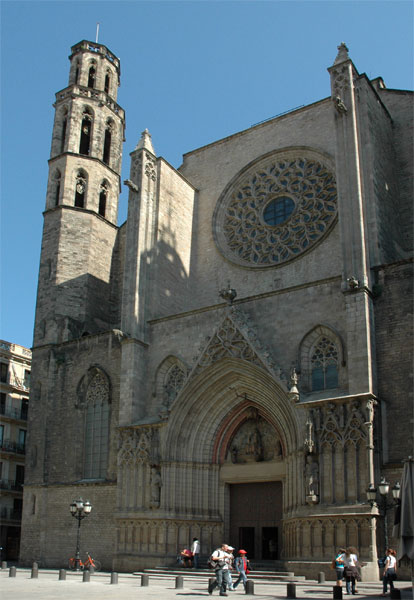
Basilique Sainte-Marie-de-la-Mer de Barcelone.

L'idée de Marie comme étoile directrice pour les marins a conduit à la dévotion à « Notre-Dame, étoile de la mer » dans de nombreuses communautés catholiques de pêcheurs ou sur les zones côtières. De nombreuses églises, écoles et collèges sont dédiés à Stella Maris, « Notre-Dame Étoile de la Mer » ou à « Marie, Étoile de la Mer ».
Le monastère Stella Maris, a été établi sur le site même de fondation de l'Ordre du Carmel, fondé sur le mont Carmel en Israël, au début du XIIIe siècle. L'abbaye a été détruite à plusieurs reprises, mais le monastère Stella Maris reconstruit au XIXe siècle est toujours considéré comme le siège principal de l'ordre.
Les dévotions à ce titre de Marie se trouvent dans l'hymne catholique populaire, Je vous salue Reine du ciel, étoile de l'océan (en) et l'ancienne prière Ave Maris Stella. Le très populaire « Hymne des marins siciliens », O Sanctissima,, reflète également cette dévotion.

### Sainte patronne
Notre-Dame, étoile de la mer est la sainte patronne des Pays-Bas. L'Église catholique rend hommage à Notre-Dame, étoile de la mer, avec un jour de fête attribué au 27 septembre.

### Les marins
L'Apostolat de la mer est souvent connu localement sous le nom de Stella Maris, que les marins reconnaissent pour leur soutien pastoral, pratique et spirituel via leurs aumôniers portuaires et les visiteurs des navires dans les ports du monde entier. « Notre-Dame Étoile de la Mer » est la patronne de l'Apostolat de la mer,.
L'apostolat de la mer commémore depuis de nombreuses années la fête de Stella Maris, Notre-Dame, étoile de la mer, avec une messe chaque année en septembre pour les marins. C'est une journée pour prier pour tous les marins et remercier pour leur contribution au commerce mondial. Lors d'un rassemblement pendant la messe Stella Maris dans la cathédrale de Westminster en 2016, l'archevêque de Westminster, le cardinal Vincent Nichols, a déclaré: « Prendre soin des marins est une chose profondément chrétienne à faire ».

## Galerie
Les représentations dans l'art de « Marie, étoile de la mer » sont très nombreuses.

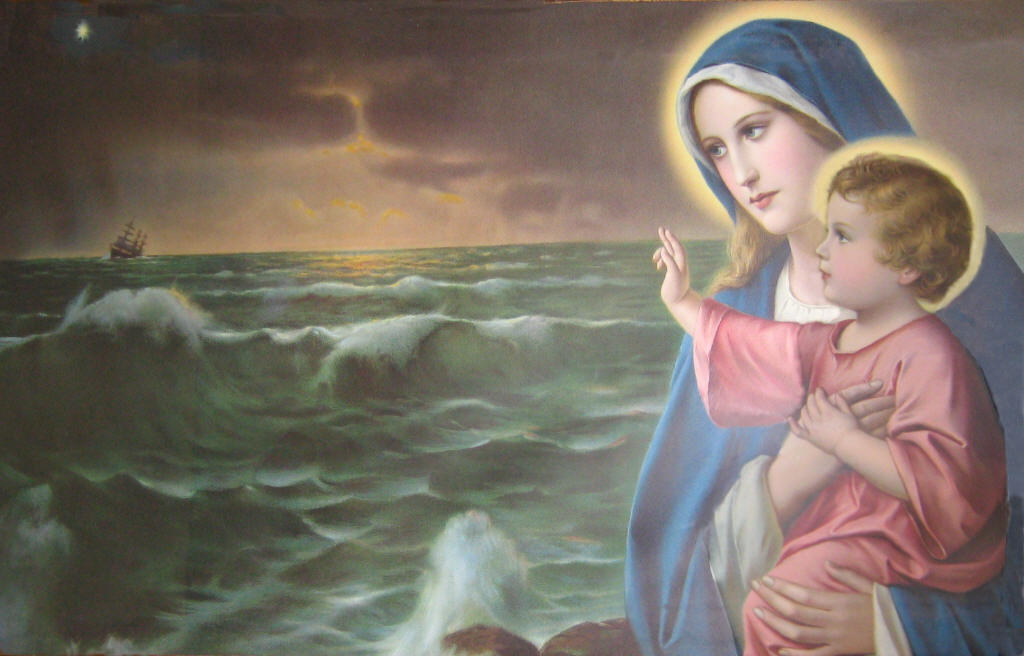
Marie, étoile de la mer, peinture (XIXe siècle).
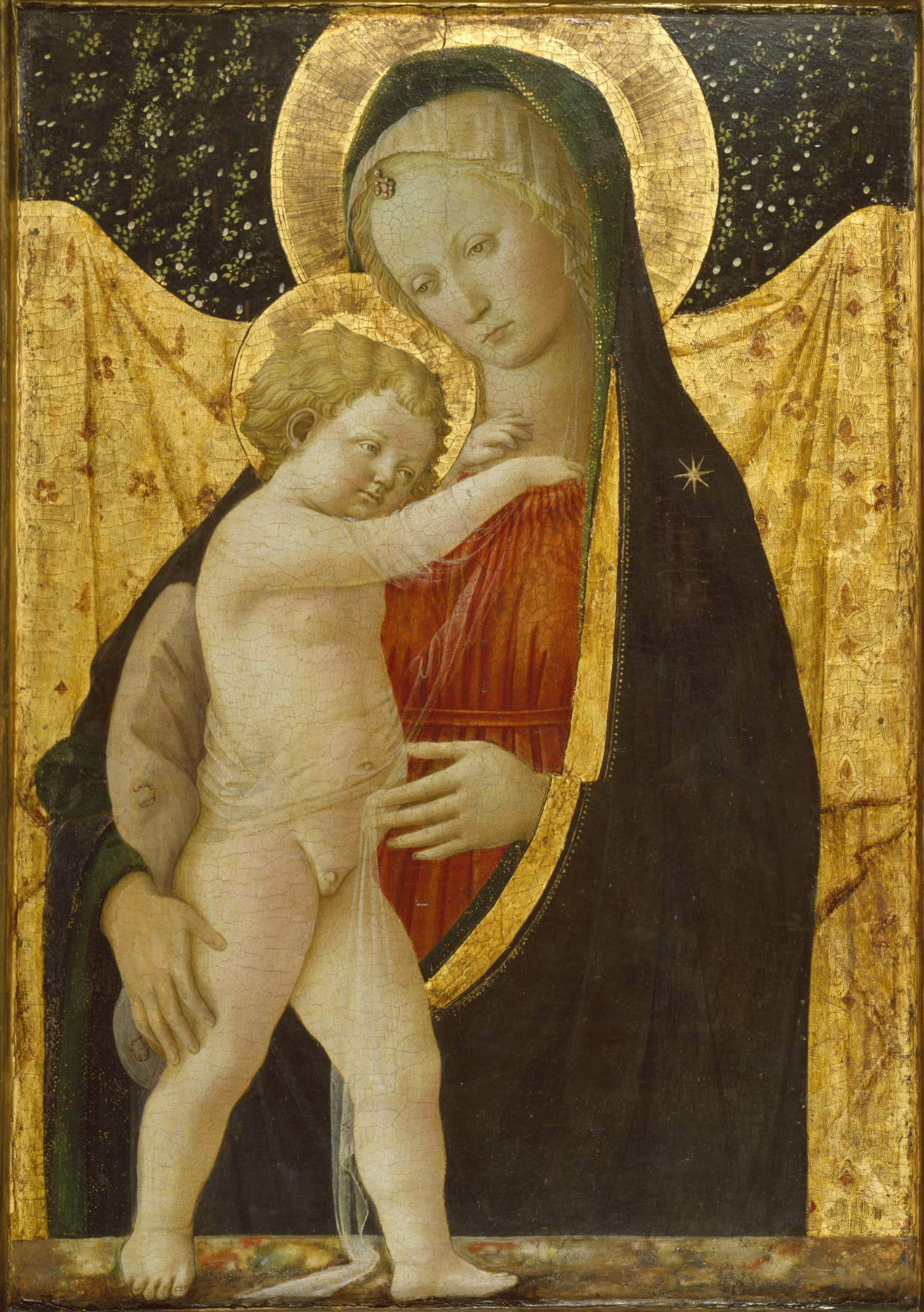
L'étoile sur la robe de Marie fait allusion à son épithète de Stella Maris, l'étoile de la mer. Walters Art Museum.
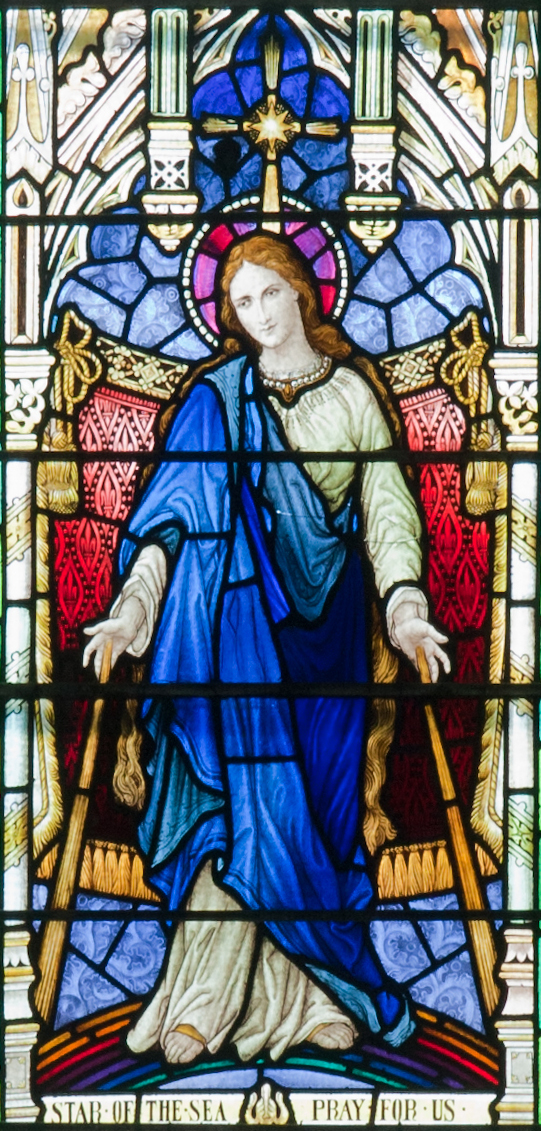
Notre-Dame, étoile de la mère. Eglise de  Goleen (en) (Irelande).
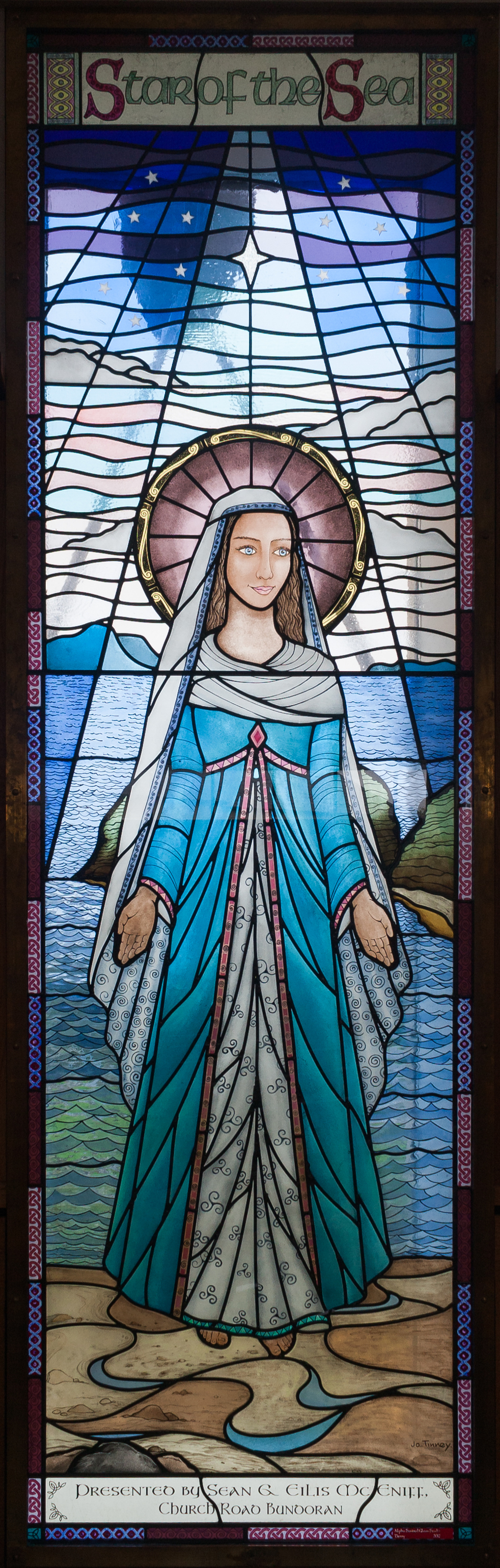
Vitrail de Jo Tinney, représentant Notre Dame, étoile de mer, avec la baie de Donegal vu de Bundoran (en arrière-plan).
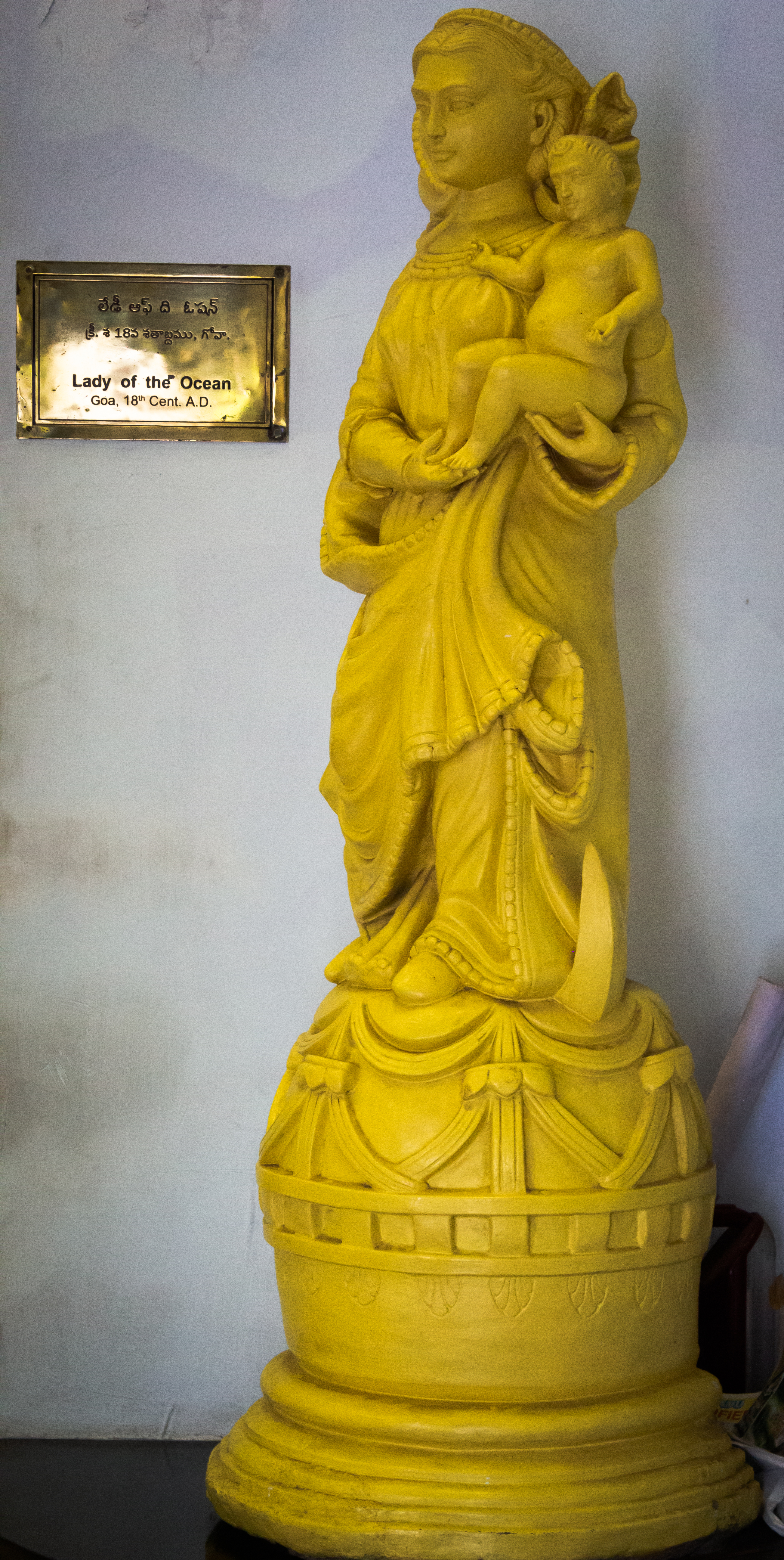
Statue de Notre-Dame de la Mer, à Goa (Inde), XVIIIe siècle.
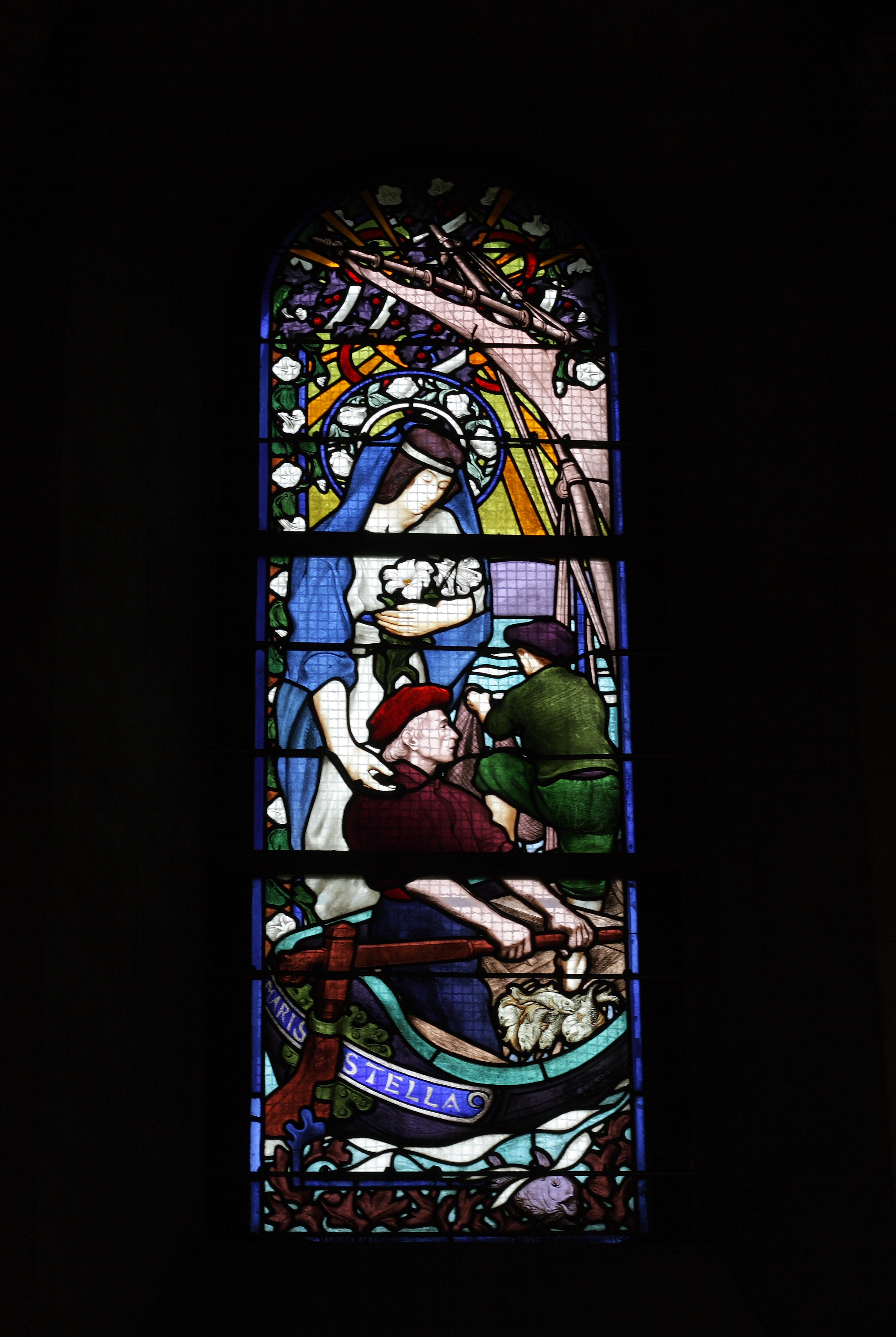
Vitrail de Marie, Stella maris, église de Bordeaux.

Certains phares dans le monde sont également dénommés Stella Maris

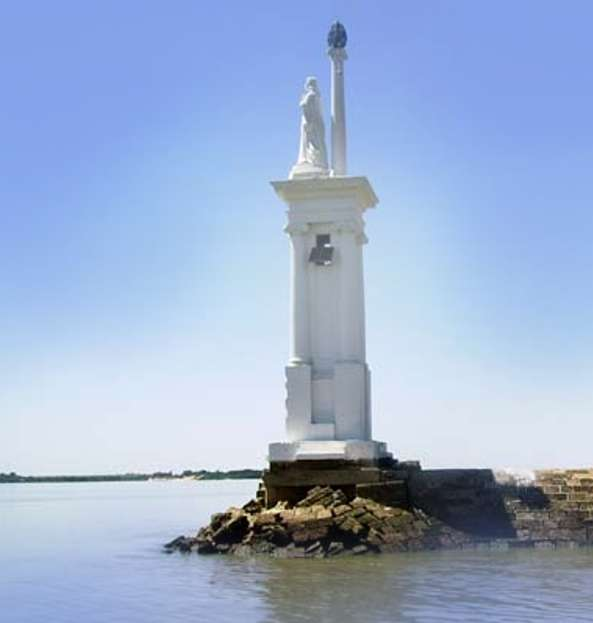
Phare Stella Maris sur le rio Uruguay, près de la ville Concepción del Uruguay (Argentine).
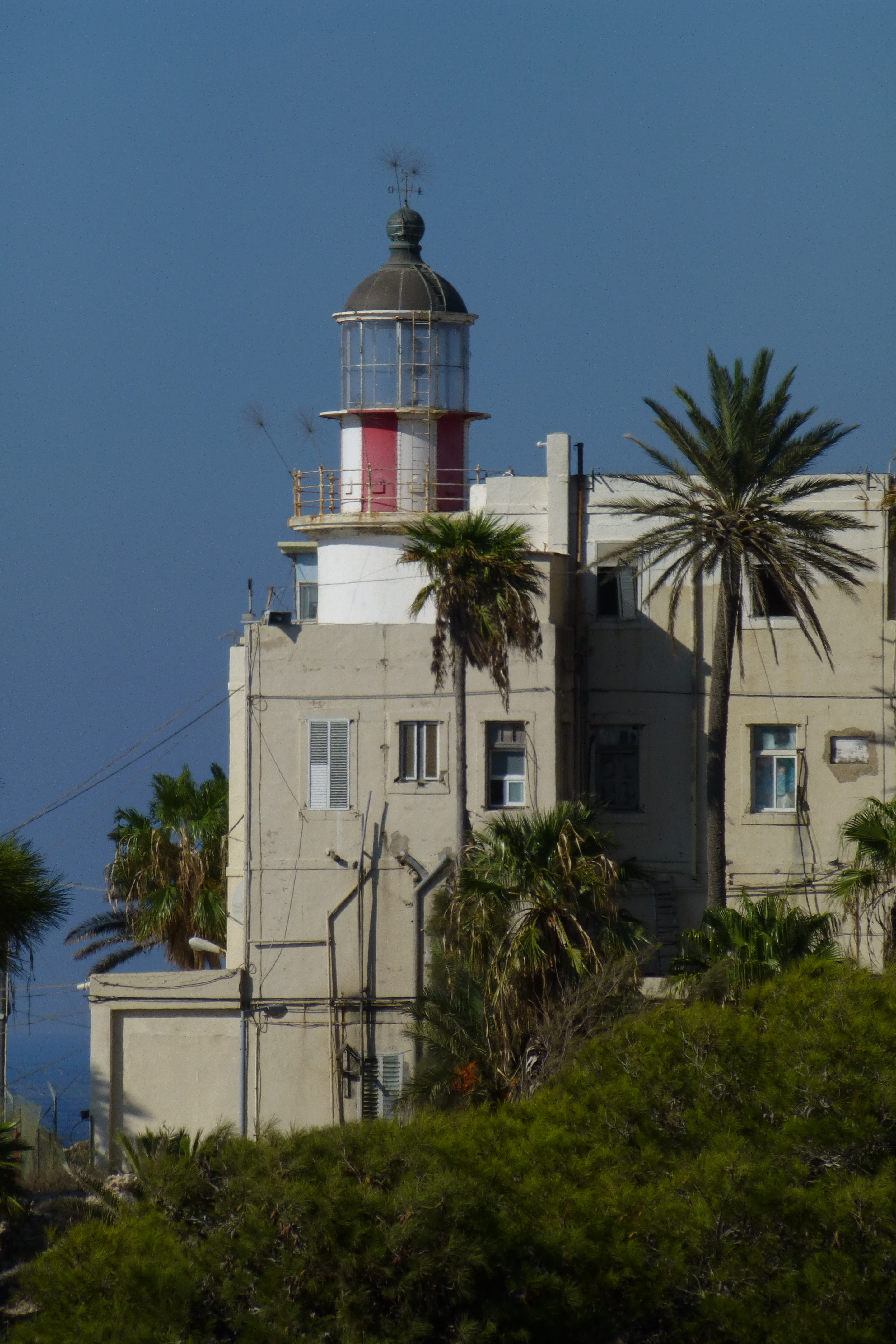
Phare Stella Maris à Haïfa (Israël) (jouxtant le monastère Stella Maris).